# Eugen Sigg
Eugen Sigg-Bächthold (1898 - 1974) var en schweizisk roer, olympisk guldvinder og dobbelt europamester.
Sigg deltog ved OL 1924 i Paris i to discipliner. Han vandt guld i disciplinen firer med styrmand og bronze i firer uden styrmand. Ved begge discipliner var roerne, foruden Sigg, Émile Albrecht, Alfred Probst og Hans Walter, mens styrmanden i fireren med styrmand var enten Émile Lachapelle eller Walter Loosli. Det var Siggs eneste OL-deltagelse.
Sigg vandt desuden to EM-guldmedaljer i firer med styrmand ved henholdsvis EM 1923 i Como og EM 1924 i Zürich.

## OL-medaljer
- 1924:  Guld i firer med styrmand
- 1924:  Bronze i firer uden styrmand